# Ekipa
Ekipa je skupina posameznikov, (človeških ali nečloveških) ki sodelujejo med seboj, da dosežejo svoj cilj. 
Definicija profesorja Leigha Thompsona pravi, da je ekipa skupina ljudi, ki so odvisni od spoštovanja do informacij, virov, znanja in veščin, ki se združijo, da se doseže cilj. Skupina vedno ne predstavlja ekipe. Ekipa ponavadi ima člane z določenimi veščinami, ki omogoči vsakemu članu, da nadgradi svoje prednosti in zmanjša svoje slabosti. Člani ekipe se morajo naučiti, da si medseboj pomagajo, da poiščejo potencial ostalih članov ekipe in naredijo vzdušje, da lahko vsak razvije svoje sposobnosti.Akademska raziskava na ekipah in ekipnem sodelovanju raste neprestano in je pokazala velike napredke v zadnjih 40 letih.
V današnji družbi govorci angleščine pogosto uporabljajo besedo "ekipa", da razvrstijo skupine. Knjiga Petra Guya Northousa Leadership: theory and practice razlaga ekipe s prespektive vodje. Ekipa je sestavljena iz organiziranih ljudi. Sestavljena je iz članov, ki se zanesejo drug na drugega, delujejo da dosežejo zastavljen cilj in si delijo običajne dosežke. Ekipa deluje kot celota, da doseže določene cilje. Ekipa se običajno nahaja v istem okolju, saj je običajno povezana z nekakšno organizacijo, družbo ali skupnostjo. Ekipe se lahko srečujejo neposredno (iz oči v oči) ali virtualno, ko trenirajo svoje vrednote, dejavnosti ali naloge.